# Jrue Holiday
Jrue Randall Holiday (Los Angeles, 12 juni 1990) is een Amerikaans basketballer.

## Carrière
Holiday speelde collegebasketbal voor de UCLA Bruins van 2008 tot 2009. In 2009 nam hij deel in de NBA draft waar hij als 17e werd gekozen door de Philadelphia 76ers. Hij speelde er vier seizoenen waarin hij uitgroeide tot starter. In 2013 werd hij geruild samen met Pierre Jackson naar de New Orleans Pelicans in ruil voor Nerlens Noel en een 2014 eerste ronde draft pick.
Gedurende zijn zeven seizoenen bij de Pelicans slaagde hij er maar 2 keer in om de play-offs te halen. Hij speelde alle seizoenen als starter maar miste veel wedstrijden in zijn eerste seizoenen door blessures. In 2020 werd hij geruild in een vier-team ruil met de Milwaukee Bucks, Denver Nuggets en de Oklahoma City Thunder. Hij vervoegde de Bucks, verder waren volgende spelers nog betrokken: Sam Merrill, R.J. Hampton, Eric Bledsoe, George Hill, Zylan Cheatham, Josh Gray, Darius Miller, Kenrich Williams en Steven Adams. In 2021 werd hij met de Bucks NBA-kampioen en won hij de NBA Sportsmanship Award.
In de zomer van 2023 werd hij geruild naar de Portland Trail Blazers in een ruil waarbij ook de Phoenix Suns betrokken waren. Daarnaast werden volgende spelers ook geruild in die deal: Grayson Allen, Deandre Ayton, Toumani Camara, Damian Lillard, Keon Johnson, Nassir Little, Jusuf Nurkic en enkele draftpicks. Hij werd enkele dagen later alweer geruild ditmaal naar de Boston Celtics voor Malcolm Brogdon, Robert Williams en een draftpick.
In 2021 werd hij NBA-kampioen met de Bucks en nam hij deel aan de Olympische Spelen waar hij met het Amerikaanse team goud veroverde.

## Erelijst
- NBA-kampioen: 2021, 2024
- NBA All-Star: 2013
- NBA All-Defensive First Team: 2018, 2021, 2023
- NBA All-Defensive Second Team: 2019, 2022, 2024
- NBA Sportsmanship Award: 2021
- Olympisch Spelen: 2020
- Twyman–Stokes Teammate of the Year Award: 2020, 2022, 2023
- NBA Sportsmanship Award: 2025
- Kareem Abdul-Jabbar Social Justice Champion Award: 2025

## Statistieken

### Regulier seizoen
| Seizoen  | Team                 | WG  | WS  | MPW  | 2P%  | 3P%  | FW%  | RPW | APW | SPW | BPW | PPW  |
| -------- | -------------------- | --- | --- | ---- | ---- | ---- | ---- | --- | --- | --- | --- | ---- |
| 2009/10  | Philadelphia 76ers   | 73  | 51  | 24,2 | 44,2 | 39,0 | 75,6 | 2,6 | 3,8 | 1,1 | 0,2 | 8,0  |
| 2010/11  | Philadelphia 76ers   | 82  | 82  | 35,4 | 44,6 | 36,5 | 82,3 | 4,0 | 6,5 | 1,5 | 0,4 | 14,0 |
| 2011/12  | Philadelphia 76ers   | 65  | 65  | 33,8 | 43,2 | 38,0 | 78,3 | 3,3 | 4,5 | 1,6 | 0,3 | 13,5 |
| 2012/13  | Philadelphia 76ers   | 78  | 78  | 37,5 | 43,1 | 36,8 | 75,2 | 4,2 | 8,0 | 1,6 | 0,4 | 17,7 |
| 2013/14  | New Orleans Pelicans | 34  | 34  | 33,6 | 44,7 | 39,0 | 81,0 | 4,2 | 7,9 | 1,6 | 0,4 | 14,3 |
| 2014/15  | New Orleans Pelicans | 40  | 37  | 32,6 | 44,6 | 37,8 | 85,5 | 3,4 | 6,9 | 1,6 | 0,6 | 14,8 |
| 2015/16  | New Orleans Pelicans | 65  | 23  | 28,2 | 43,9 | 33,6 | 84,3 | 3,0 | 6,0 | 1,4 | 0,3 | 16,8 |
| 2016/17  | New Orleans Pelicans | 67  | 61  | 32,7 | 45,3 | 35,6 | 70,8 | 3,9 | 7,3 | 1,5 | 0,6 | 15,4 |
| 2017/18  | New Orleans Pelicans | 81  | 81  | 36,1 | 49,4 | 33,7 | 78,6 | 4,5 | 6,0 | 1,5 | 0,8 | 19,0 |
| 2018/19  | New Orleans Pelicans | 67  | 67  | 35,9 | 47,2 | 32,5 | 76,8 | 5,0 | 7,7 | 1,6 | 0,8 | 21,2 |
| 2019/20  | New Orleans Pelicans | 61  | 61  | 34,7 | 45,5 | 35,3 | 70,9 | 4,8 | 6,7 | 1,6 | 0,8 | 19,1 |
| 2020/21  | Milwaukee Bucks      | 59  | 56  | 32,3 | 50,3 | 39,2 | 78,7 | 4,5 | 6,1 | 1,6 | 0,6 | 17,7 |
| 2021/22  | Milwaukee Bucks      | 67  | 64  | 32,9 | 50,1 | 41,1 | 76,1 | 4,5 | 6,8 | 1,6 | 0,4 | 18,3 |
| Carrière | Carrière             | 839 | 760 | 33,2 | 46,0 | 36,3 | 77,6 | 4,0 | 6,4 | 1,5 | 0,5 | 16,2 |
| All-Star | All-Star             | 1   | 0   | 15,0 | 50,0 | 0,0  | 0,0  | 2,0 | 1,0 | 2,0 | 0,0 | 6,0  |

### Play-offs
| Seizoen  | Team                 | WG | WS | MPW  | 2P%  | 3P%  | FW%   | RPW | APW | SPW | BPW | PPW  |
| -------- | -------------------- | -- | -- | ---- | ---- | ---- | ----- | --- | --- | --- | --- | ---- |
| 2010/11  | Philadelphia 76ers   | 5  | 5  | 37,6 | 41,4 | 52,4 | 80,0  | 3,8 | 5,6 | 2,0 | 0,4 | 14,2 |
| 2011/12  | Philadelphia 76ers   | 13 | 13 | 38,0 | 41,3 | 40,8 | 86,4  | 4,7 | 5,2 | 1,5 | 0,6 | 15,8 |
| 2014/15  | New Orleans Pelicans | 3  | 0  | 18,3 | 36,8 | 25,0 | 100,0 | 1,0 | 4,3 | 0,7 | 0,3 | 6,3  |
| 2017/18  | New Orleans Pelicans | 9  | 9  | 38,7 | 51,8 | 32,0 | 70,0  | 5,7 | 6,3 | 1,1 | 0,6 | 23,7 |
| 2020/21  | Milwaukee Bucks      | 23 | 23 | 39,7 | 40,6 | 30,3 | 71,4  | 5,7 | 8,7 | 1,7 | 0,4 | 17,3 |
| 2021/22  | Milwaukee Bucks      | 12 | 12 | 38,6 | 37,9 | 31,6 | 83,9  | 5,6 | 6,5 | 1,8 | 0,6 | 19,1 |
| Carrière | Carrière             | 65 | 62 | 37,8 | 41,9 | 33,6 | 78,3  | 5,1 | 6,8 | 1,6 | 0,5 | 17,5 |

0 DiVincenzo ·
3 Bryant ·
5 Teague ·
7 Forbes ·
9 Portis ·
11 Lopez ·
13 Nwora ·
15 Merrill ·
17 Tucker ·
21 Holiday ·
22 Middleton ·
24 Connaughton ·
25 Diakite ·
34 G. Antetokounmpo ·
43 T. Antetokounmpo ·
44 Jackson ·
66 Toupane ·
Coach Budenholzer
0 Tatum · 
4 Holiday · 
7 Brown · 
8 Porziņģis · 
9 White · 
11 Pritchard · 
12 Brissett · 
13 Peterson · 
20 Davison · 
26 Tillman · 
27 Walsh · 
30 Hauser · 
40 Kornet · 
42 Horford · 
44 Springer · 
50 Mykhailiuk · 
88 Queta · 
Coach Mazzulla